# Ядрышниково
Ядрышниково — деревня в Кыштовском районе Новосибирской области. Входит в состав Новочекинского сельсовета.

## География
Площадь деревни — 16 гектаров.

## История
Основана в 1870 году. В 1928 году деревня Ядрышникова состояла из 61 хозяйства, основное население — русские. В административном отношении находилась в составе Заливинского сельсовета Мало-Красноярского района Барабинского округа Сибирского края.

## Население
| 1926 | 2002 | 2007 | 2010 |
| ---- | ---- | ---- | ---- |
| 359  | ↘57  | ↘20  | ↘11  |

## Инфраструктура
В деревне по данным на 2007 год отсутствует социальная инфраструктура.